# Truck Robinson
Leonard Eugene "Truck" Robinson, también conocido como Len Robinson, (Jacksonville, Florida, 4 de octubre de 1951) es un exjugador de baloncesto estadounidense que disputó 11 temporadas de la NBA. Con 2,00 metros de altura, jugaba en la posición de ala-pívot. Fue All-Star en dos ocasiones, 1978 y 1981, además de ser incluido en el Mejor quinteto de la NBA en 1978, gracias sobre todo a acabar como líder de la clasificación de reboteadores de la liga de ese año.

## Trayectoria deportiva

### Universidad
Jugó durante 4 temporadas con los Tigers de la Universidad de Tennessee State. Lideró a su equipo en 1973, llevándolo a jugar la final nacional de la División II de la NCAA, donde cayeron ante Kentucky Wesleyan en la prórroga. Fue elegido esa temporada y la siguiente en el mejor quinteto del Torneo. En el total de su trayectoria colegial promedió 20,0 puntos y 13,3 rebotes por partido.

### Profesional
Fue elegido en la segunda ronda del Draft de la NBA de 1974, en el puesto 22, por Washington Bullets, equipo en el que jugó sus dos primeras temporadas y media, siendo suplente. A mediados de la temporada 1976-77 fue traspasado a Atlanta Hawks a cambio de Tom Henderson, donde rápidamente se hizo un hueco en el quinteto titular. Al año siguiente fichó como agente libre restringido por los New Orleans Jazz, realizando su mejor temporada como profesional, tras promediar 22,7 puntos y 15,7 rebotes por partido, liderando la liga en este último aspecto así como en el de minutos jugados, estando en cancha cada noche una media de 44,4 minutos. Fue incluido en el Mejor quinteto de la NBA junto a jugadores míticos de la talla de Julius Erving, George Gervin, Bill Walton y David Thompson, y disputó además su primer All-Star Game, en el que consiguió 7 puntos y 6 rebotes.
En febrero de 1979 fue traspasado a Phoenix Suns  cambio de Marty Byrnes, Ron Lee y una primera ronda del draft. En su primera temporada completa con los Suns promedió 18,8 puntos y 10,2 rebotes, y en la segunda 18,0 y 9,2, siendo elegido ese año de nuevo para participar en el All-Star, en el que logró 6 puntos y 5 rebotes en 21 minutos de juego.
Antes de comenzar la temporada 1982-83 fue traspasado a New York Knicks a cambio de Maurice Lucas. Pero en la ciudad de los rascacielos tuvo un protagonismo menor, sobre todo en ataque, promediando solamente 9,5 y 10,8 puntos respectivamente en sus dos siguientes temporadas. Nada más comenzar la temporada 1984-85, cuando tan sólo se llevaban disputados dos partidos, una lesión en un dedo del pie ante Houston Rockets forzó su retirada, con 33 años de edad. En sus 11 temporadas como profesional promedió 15,5 puntos y 9,4 rebotes por partido, siendo uno de los únicos 40 jugadores de la historia de la NBA en aparecer entre los 150 mejores anotadores y los 50 mejores reboteadores.

#### Estadísticas
| * | Líder de la liga |

##### Temporada regular
| Año      | Equipo      | PJ  | PT  | MPP   | %TC  | %3P   | %TL  | RPP   | APP | ROB | TPP | PPP  |
| -------- | ----------- | --- | --- | ----- | ---- | ----- | ---- | ----- | --- | --- | --- | ---- |
| 1974-75  | Washington  | 76  |     | 13.1  | .486 |       | .522 | 4.0   | 0.5 | 0.5 | 0.4 | 5.8  |
| 1975-76  | Washington  | 82  |     | 25.1  | .454 |       | .672 | 6.8   | 1.4 | 0.5 | 1.3 | 11.2 |
| 1976-77  | Washington  | 41  |     | 32.4  | .478 |       | .677 | 8.9   | 1.1 | 0.7 | 0.4 | 16.0 |
| 1976-77  | Atlanta     | 36  |     | 40.3  | .478 |       | .772 | 12.8  | 2.7 | 1.1 | 0.6 | 22.4 |
| 1977-78  | New Orleans | 82  |     | 44.4* | .444 |       | .640 | 15.7* | 2.1 | 0.9 | 1.0 | 22.7 |
| 1978-79  | New Orleans | 43  |     | 41.4  | .485 |       | .723 | 13.4  | 1.7 | 0.7 | 1.5 | 24.2 |
| 1978-79  | Phoenix     | 26  |     | 29.1  | .508 |       | .642 | 8.7   | 1.5 | 0.7 | 0.5 | 16.0 |
| 1979-80  | Phoenix     | 82  |     | 33.0  | .512 |       | .667 | 9.4   | 1.7 | 0.7 | 0.7 | 17.3 |
| 1980-81  | Phoenix     | 82  |     | 37.7  | .505 |       | .629 | 9.6   | 2.5 | 0.8 | 0.5 | 18.8 |
| 1981-82  | Phoenix     | 74  | 72  | 37.1  | .513 | 1.000 | .687 | 9.7   | 2.4 | 0.6 | 0.4 | 19.1 |
| 1982-83  | New York    | 81  | 76  | 30.0  | .462 |       | .587 | 8.1   | 1.8 | 0.7 | 0.3 | 9.5  |
| 1983-84  | New York    | 65  | 63  | 32.8  | .489 |       | .646 | 8.4   | 1.4 | 0.7 | 0.4 | 10.8 |
| 1984-85  | New York    | 2   | 1   | 17.5  | .400 |       | .000 | 4.5   | 1.5 | 1.0 | 1.5 | 2.0  |
| Total    | Total       | 772 | 212 | 32.6  | .483 | 1.000 | .662 | 9.4   | 1.7 | 0.7 | 0.7 | 15.5 |
| All-Star | All-Star    | 2   | 0   | 22.5  | .462 |       | .500 | 5.5   | 1.5 | 0.0 | 0.0 | 6.5  |

##### Playoffs
| Año   | Equipo     | PJ | PT | MPP  | %TC  | %3P | %TL  | RPP  | APP | ROB | TPP | PPP  |
| ----- | ---------- | -- | -- | ---- | ---- | --- | ---- | ---- | --- | --- | --- | ---- |
| 1975  | Washington | 17 |    | 7.6  | .333 |     | .500 | 2.4  | 0.4 | 0.4 | 0.6 | 2.1  |
| 1976  | Washington | 7  |    | 19.6 | .432 |     | .810 | 4.7  | 0.7 | 0.7 | 1.1 | 7.0  |
| 1979  | Phoenix    | 15 |    | 26.1 | .403 |     | .652 | 8.1  | 0.7 | 0.4 | 0.8 | 10.5 |
| 1980  | Phoenix    | 3  |    | 21.3 | .375 |     | .714 | 6.7  | 1.3 | 1.0 | 0.7 | 5.7  |
| 1981  | Phoenix    | 7  |    | 33.3 | .351 |     | .588 | 10.7 | 1.9 | 0.7 | 0.3 | 10.6 |
| 1982  | Phoenix    | 7  |    | 30.4 | .563 |     | .300 | 7.6  | 2.7 | 0.7 | 0.1 | 13.3 |
| 1983  | New York   | 6  |    | 34.2 | .534 |     | .571 | 11.0 | 2.2 | 1.7 | 0.3 | 15.7 |
| 1984  | New York   | 12 |    | 30.2 | .514 |     | .600 | 8.1  | 0.6 | 0.6 | 0.8 | 7.1  |
| Total | Total      | 74 |    | 23.5 | .448 |     | .616 | 6.8  | 1.0 | 0.6 | 0.6 | 8.2  |